# Sanaag

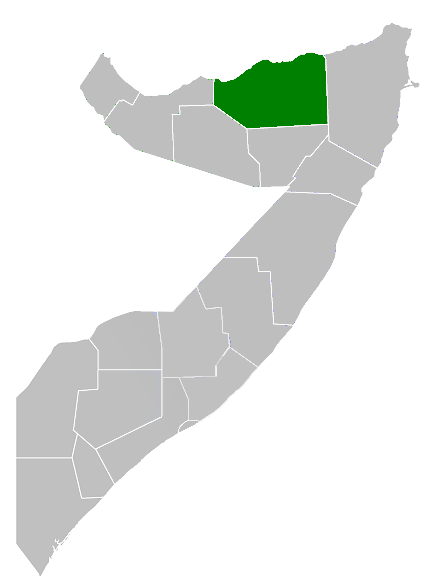
Lägeskarta.

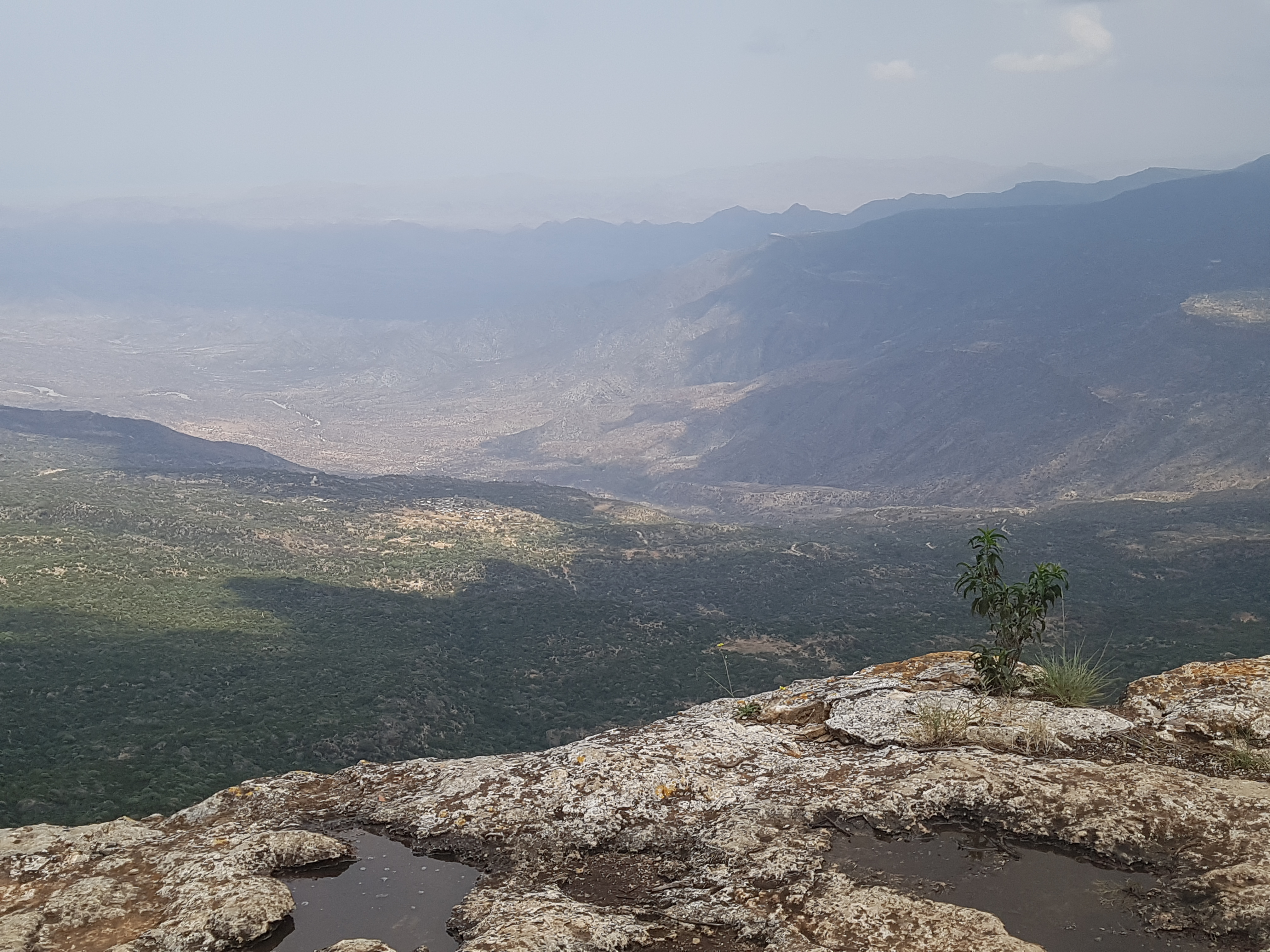
Sanaag.

Sanaag (somaliska; arabiska: سناج) är en region (gobol) i Somaliland. Provinsen har en yta på 53 374 km² och 531 000 invånare (uppskattning 2007). Huvudort är Erigabo (Ceerigaabo).